# أحمد بن موسى الكرزازي
أحمد بن موسى الكرزازي (907 هـ - 1016 هـ) عالم صوفي جزائري وهو مؤسس الطريقة الكرزازية الصوفية. ولد في كرزاز، وعاش إلى أن تجاوز المائة إذ توفي سنة 1016 (حوالي 1608 م)، وأخذ علمه عن شيخه محمد فتحا بن عبد الرحمن السهلي الجيري، عن شيخه أحمد بن يوسف الراشدي الملياني.

## وصلات خارجية
- الطريقة الكرزازية